# Такесіта Йосіє
Такесіта Йосіє  (яп. 竹下 佳江, 18 березня 1978) — японська волейболістка, олімпійська медалістка.

## Виступи на Олімпіадах
| Олімпіада   | Дисципліна | Місце |
| ----------- | ---------- | ----- |
| Афіни 2004  | волейбол   | =5    |
| Пекін 2008  | волейбол   | =5    |
| Лондон 2012 | волейбол   | 3     |